# Hinxworth
Hinxworth – wieś w Anglii, w hrabstwie Hertfordshire, w dystrykcie North Hertfordshire. Leży 30 km na północ od miasta Hertford i 61 km na północ od centrum Londynu.